# Сосновка (Шекснинский район)
Сосновка — деревня в Шекснинском районе Вологодской области.
Входит в состав сельского поселения Ершовского, с точки зрения административно-территориального деления — в Ершовский сельсовет.
Расстояние по автодороге до районного центра Шексны — 32,3 км, до центра муниципального образования Ершово — 7,3 км. Ближайшие населённые пункты — Цильмино, Заозерье, Сологость.
По данным переписи в 2002 году постоянного населения не было.